# Mount Rhamnus
Mount Rhamnus ist ein 865 m hoher Berg an der Fallières-Küste des Grahamlands im Norden der Antarktischen Halbinsel. Er ragt 3 km nordöstlich des Mount Nemesis am Nordufer des Neny-Fjords auf. Aus westlicher Blickrichtung erscheint er als verschneite Pyramide. 
Erste Vermessungen des Berges nahmen Teilnehmer der British Graham Land Expedition (1934–1937) unter der Leitung des australischen Polarforschers John Rymill im Jahr 1936 vor. Weitere Vermessungen erfolgen 1947 durch den Falkland Islands Dependencies Survey, der ihn in Anlehnung an die Benennung des benachbarten Mount Nemesis benannten. Namensgeber ist Rhamnus, Kultstätte der Göttin Nemesis aus der griechischen Mythologie.